# Ильцы
Ильцы (укр. Ільці) — село в Верховинской поселковой общине Верховинского района Ивано-Франковской области Украины.
Население по переписи 2001 года составляло 1653 человека. Занимает площадь 48 км². Почтовый индекс — 78704. Телефонный код — 03432.